# Apogonia truncata
Apogonia truncata är en skalbaggsart som beskrevs av Frey 1969. Apogonia truncata ingår i släktet Apogonia och familjen Melolonthidae. Inga underarter finns listade i Catalogue of Life.